# 滥泥池
滥泥池是一个位于中国陕西省榆林市的湖泊，面积约为3.1平方千米，属于蒙新高原区。它的一级流域为内流区诸河，二级流域为鄂尔多斯内流区。